# Agatha Barbara
Agatha Barbara (Żabbar, 11 de març de 1923 - 4 de febrer de 2002) va ser una política maltesa, que va ser diputada laborista del Parlament i ministra. Va ser la primera dona en ocupar el càrrec de presidenta de Malta, i és la dona que ha dedicat més anys al Parlament del país.

## Primers anys

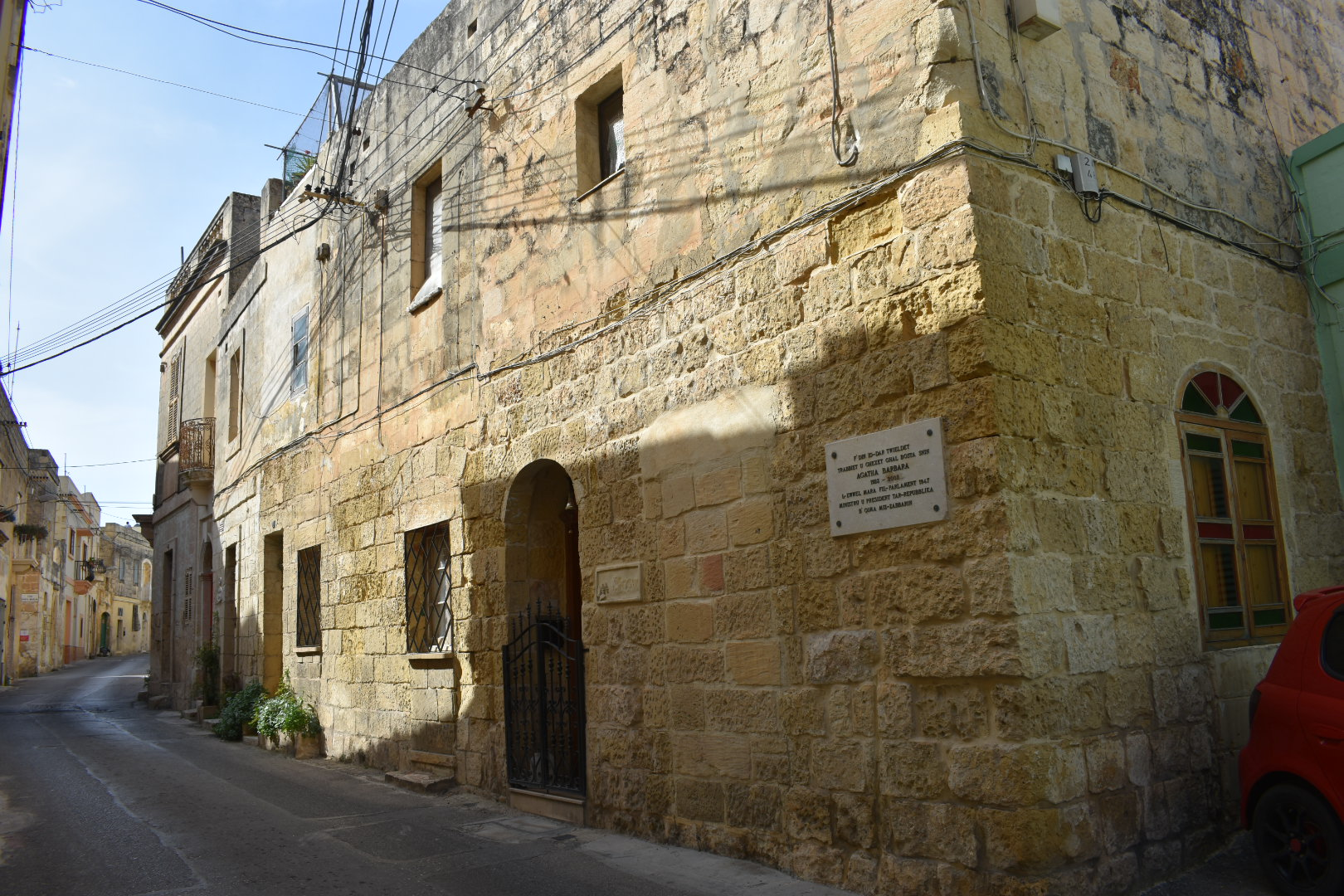
Casa de naixement d'Agatha Barbara a Żabbar

Barbara va néixer a Żabbar (Malta) el 1923. El seu pare va treballar com a remolcador de la Royal Navy, i va ser molt mal pagat. La seva mare va lluitar per alimentar els nou fills sobre la base del salari del seu marit. Agatha era el segon fill i la filla major. Va demanar als seus pares que l'enviessin a l'escola i va estudiar a la grammar school de La Valletta, però la Segona Guerra Mundial la va impedir continuar a la universitat. Barbara va haver de treballar com a guarda d'incursions aèries i va supervisar una de les cuines creades pels militars britànics per alimentar la població. Després de la guerra es va convertir en mestra d'escola i es va involucrar en la política. Va ser militant del Partit Laborista de Malta (MLP), va ser molt activa en els assumptes del partit, es va convertir en membre del comitè executiu de l'MLP, va dirigir la branca de la dona del partit i va fundar el Moviment Polític de les Dones a Malta.

## Vida política
El 1947 Malta tenia un autogovern limitat. El dret de vot de les dones va ser plantejats per l'Associació de Dones de Malta i el Partit Laborista de Malta contra les protestes fortes de l'Església. La proposta va ser aprovada per majoria simple. Els enfrontaments van animar a Barbara a mostrar el que les dones podien fer, de manera que es va presentar a les eleccions el 1947. Es va convertir en la primera i única dona dels 40 diputats, i va ser l'única dona candidata a competir amb èxit en deu eleccions consecutives, fins a 1982, quan va renunciar a la presidència.
Agatha Barbara va ser coneguda com una ferma defensora de reformes econòmiques i socials. Va ser primera dona ministra de Malta, i l'única fins a finals dels anys 90. Quan l'MLP va assolir el poder, va ser nomenada ministra d'Educació per Dom Mintoff entre 1955 i 1958. Va dur a terme reformes integrals: va establir una educació bàsica obligatòria a temps complet per a tots els infants, va establir una escola per a professors i escoles especialitzades per a minusvàlids, va fer gratuït l'ensenyament secundari i va proporcionar classes de ciència per a nens i nenes. El 1958 es van deteriorar les relacions entre els britànics i el maltesos. Les protestes van esclatar als carrers i Mintoff va dimitir. Barbara va participar en les manifestacions i va ser sentenciada a 43 dies amb treballs forçats. Quan Mintoff va tornar al poder el 1971, Agatha Barbara va ser nomenada ministra d'educació novament. Llavors, es va ampliar l'ensenyament bàsic obligatori de 14 a 16 anys, es van establir escoles comercials i tècniques i es van abolir les taxes universitàries. El 1974 es va convertir en ministra de Treball, Cultura i Benestar. Va treballar per reduir l'atur i millorar els salaris i condicions laborals i les relacions laborals. Va introduir una llei per la igualtat salarial entre dones i homes, el permís de maternitat, una setmana de treball de 40 hores i prestacions per jubilació i atur. També va crear una sèrie de museus nacionals. El 1976, Agatha Barbara es va convertir en vicepresidenta del grup parlamentari de l'MLP i viceprimera ministra. Durant períodes curts, va ser substituta de Mintoff.
Barbara també va tenir un paper destacat en la protecció del patrimoni maltès. Va tenir un paper destacat en la restauració d'edificis històrics a Mdina i La Valletta, i va promoure el seu ús com a museus.

## Presidència

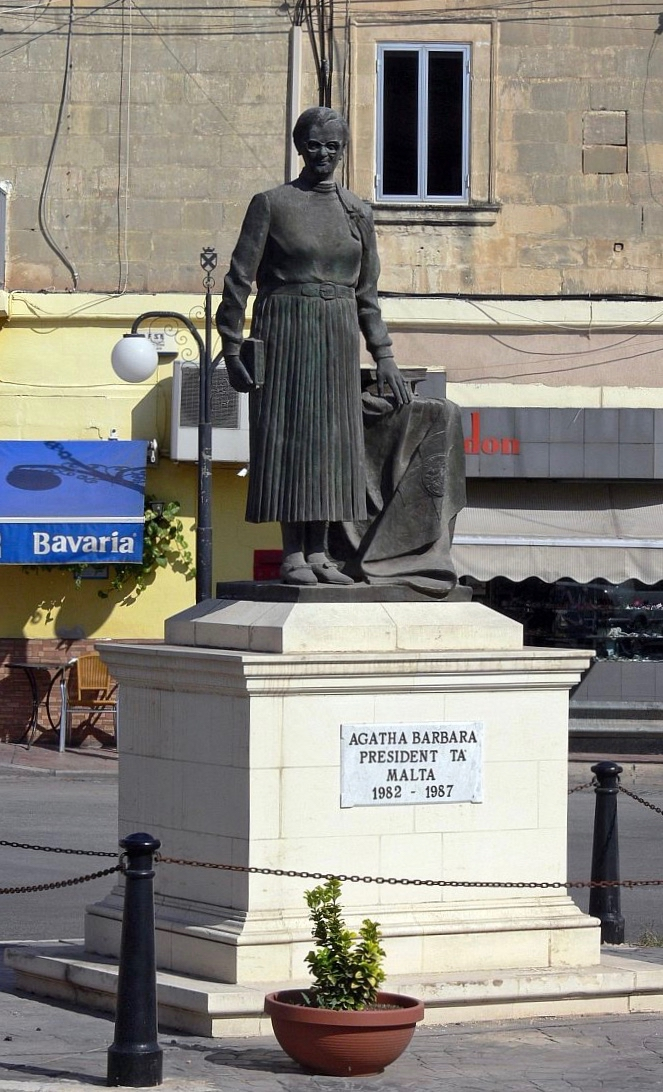
Memorial commemoratiu a Barbara a Żabbar

Les eleccions de 1981 van provocar una crisi constitucional perquè el Partit Nacionalista (PN) va guanyar la majoria dels vots, però només va obtenir una minoria al parlament: 31 escons contra els 34 de l'MLP. El PN va boicotejar el parlament i va convocar protestes. No obstant això, Mintoff es va fer càrrec del poder, però en lloc de ser ministra, Barbara va ser nomenada la primera dona presidenta el 15 de febrer de 1982. Va ser la tercera presidenta de la República. En general, el càrrec era principalment cerimonial, però la seva tasca va ser llavors resoldre la crisi constitucional. El 1987 va expirar el seu mandat i es va retirar de la política. Barbara va aparèixer en una sèrie de bitllets de bancs maltesos que es van emetre l'any 1986. Es va retirar a la seva ciutat natal, Żabbar, on va morir el 2002. Un monument en el seu honor es va inaugurar a Żabbar el 23 d'abril del 2006 pel llavors president de Malta, Eddie Fenech Adami.

## Vida privada
Barbara mai es va casar. L'autor maltès-australià Joseph Chetcuti va assegurar que Barbara era lesbiana en el seu llibre sobre la història LGBT de Malta del 2009, a partir d'entrevistes amb els seus contemporanis.
L'any 2014 es va publicar una presumpta "carta romàntica" escrita per Barbara a Derek Barnes, senyaler de la Royal Navy establert a Malta durant la Segona Guerra Mundial. El document va ser fet públic per la germana de Barnes.